# Pavel Vranický
Pavel Vranický (30. prosince 1756 Nová Říše – 26. září 1808 Vídeň) byl moravský hudební skladatel, dirigent a houslista. Byl starší bratr hudebního skladatele Antonína Vranického, působil jako ředitel obou dvorních divadel ve Vídni. Památce Pavla Vranického je věnována expozice pod názvem Síň Pavla a Antonína Vranických v areálu kláštera v Nové Říši.

## Život
Studoval zpěv, hru na varhany, housle a violu na Premonstrátské klášterní škole v Nové Říši a později v Jihlavě (1770–1771). V Olomouci studoval na teologické fakultě a stal se výborným houslistou. Ve 20 letech odešel do Vídně, kde vstoupil do teologického semináře a sloužil jako sbormistr. Ve studiích pokračoval u J. M. Krause (švédský dvorní kapelník, navštívil Vídeň okolo roku 1783). Náznaky, že byl také žákem Haydna, zůstaly neprokázané.
Na jaře roku 1784 sloužil jako dirigent u hraběte Johanna Baptisty Esterházyho, v říjnu 1785 byl jmenován dirigentem orchestru nově vzniklého divadla U Korutanské brány. V této pozici zůstal do 1787, kdy se stal dirigentem vídeňského Burgtheater divadelního orchestru. Od sezóny 1792/1793 působil až do své smrti také jako první dirigent císařsko-královského dvorního divadla, poté jej ve funkci nahradil jeho bratr Antonín Vranický. Okolo roku 1786 začal skládat symfonie.
Pavel Vranický hrál význačnou roli ve vídeňské hudbě. Haydn i Beethoven ho upřednostňovali jako dirigenta pro své práce: Haydn trval na dirigování vídeňského představení Stvoření (1799–1800), a na žádost Beethovena vedl premiéru 1. symfonie (2. dubna 1800). Od roku 1805 se střídal s Vojtěchem Matyášem Jírovcem v dirigování koncertů pro šlechtické milovníky hudby. Pavel Vranický se přátelil s Mozartem a byl členem stejné lóže Svobodných zednářů jako on (Ke korunované naději). Po Mozartově smrti sloužil jako právoplatný prostředník vdově Konstancii ve vyjednávání s vydavatelem André. Jako tajemník vídeňského Tonkünstler-Societät, uspěl s vyrovnáváním Haydnovy zdlouhavé hádky se společností v 1797. Jeho přátelský vztah s Haydnem je zdokumentován v dopise Vranického Johnu Blandovi (12. prosince 1790) a v Haydnově dopise Vranickému (3. září 1800). Beethovenův osobní vztah k oběma bratrům Vranickým je vidět v Czernyho pamětech. Vranického ve Vídni navštívil i Weber (1803).

## Dílo
Vranický zkomponoval 51 symfonií, většina z nich je složená ze 4 vět podle klasického pořadí často s pomalým úvodem. Veřejné představení „La grande sinfonie charactéristique pour la paix avec la Républic francoise opus 31“ (Velká charakteristická symfonie za mír s Francouzskou republikou) bylo zakázané císařským rozkazem (20.12.1797), protože název díla byl příliš provokativní. Jako Beethovenova Eroica tato symfonie obsahovala pohřební pochod v pomalé větě, která byla pojmenována „Osud a smrt Ludvíka XVI.“
Vranický také napsal 56 smyčcových kvartet, většina z nich obsahovala tři části. V těchto pracích Vranický předjímal romantický styl s odvážným harmonickým průběhem, divadelními gesty a virtuosními zobrazeními. Jeho hudba po jeho smrti poměrně rychle upadla v zapomnění, jak poznamenal François-Joseph Fétis: "Hudba Vranického byla v módě, když byla nová, kvůli svým přírodním melodiím a skvělému stylu. Dobře zacházel s orchestrem, hlavně v symfoniích. Vzpomínám si, že v mém mládí se jeho práce držela velmi dobře v porovnání s dílem Haydna. Udivuje mě předčasné zapomenutí jeho díla."
Vranického nejznámější dílo a nejdéle přeživší skladbou byla opera Oberon, král elfů (premiéra 1789). Ve Vídni byla nadšeně přijata. Mozartova Kouzelná flétna (premiéra 1791) vykazovala jisté podobnosti s tímto dílem Vranického. Goethe navrhl Vranického jako nejvhodnějšího skladatele pokračování Kouzelné flétny a chtěl s ním spolupracovat (dopis 1796). Oberon, král elfů upadl v zapomnění po roce 1826 kvůli stejnojmenné opeře Webera. V té době byly dokonce populárnější Vranického balety obzvláště Lesní dívka (Das Waldmädchen).

## Výběr z díla
- Vokální hudba:
  - Písně svobodných zednářů
  - 184 kánonů starší doby
  - Die Fürstenfeier – kantáta
  - Die Juden – terzetto
  - mše
  - kvartety

- Jevištní dílo:
  - Oberon, král elfů – opera
  - Der dreifache Liebhaber – singspiel
  - Walmir und Gertraud – opereta
  - Zephir und Flora – balet
  - Das Waldmädchen – balet
  - Das Urteil des Paris – balet
  - Der Raub der Sabinerinnen – balet

- Instrumentální dílo:
  - orchestrální díla
    - symfonie (La grande sinfonie charactéristique pour la paix avec la Républic francoise; celkem 51 symfonií)
    - koncerty (Koncert pro flétnu a orchestr, Koncert pro violoncello a orchestr, Koncert pro dvě flétny a orchestr, Tři koncerty pro housle a orchestr;...)

  - komorní díla
    - smyčcové kvintety
    - smyčcové kvartety
    - smyčcová tria
    - klavírní tria
    - dueta pro různé obsazení

  - klavírní dílo (mimo jiné: Tři sonáty, Polní pochod generála Benningsena, Polonéza F-dur, Sonáta C-dur)